# Terpatuní
Els Terpatuní o Aterpatuní o Truní van ser una família de nakharark (nobles) d'Armènia que van tenir el feu hereditari al Trpatunik (Terpatunice) a Baspracània, a l'est de l'Andzevatsik.
Cap a l'any 593 Teodor Terpatuní va participar en una rebel·lió nacionalista, junta amb Samuel Vahevuní, Atat Khorkhoruní, Mamak Mamiconi, Esteve de Siunia i Kotik Amatuni. Els nakharark van agafar un carregament de plata al governador persa i van marxar amb el botí cap a Nakhtxivan on esperaven proclamar la independència de tot Armènia (que llavors estava dividida en dues parts, una que depenia de l'Imperi Romà d'Orient i una altra de l'Imperi persa). Però quan van arribar allí es van barallar pel repartiment de la plata i van perdre l'oportunitat. El rei persa Còsroes II va jugar hàbilment i es va aliar amb l'emperador Maurici, i va enviar un exèrcit, però va anunciar que perdonaria els nakharark conjurats si es rendien. La majoria ho van fer. Un temps després Samuel Vahevuní es va rebel·lar altre cop contra els romans d'Orient ajudat per Teodor Terpatuní, i van planejar la mort del curator romà d'Orient d'Armènia resident a Teodosiòpolis. El complot va fracassar perquè el curator se'n va assabentar i els conjurats es van refugiar a Mokq. Els romans d'Orient van enviar contra ells una milícia sota el comandament d'Heracli i del nakharar Hamazasp Mamiconi. Vahevuní i els seus acompanyants van destruir els ponts del Djermal (Bohtan Su) i es van tancar a la fortalesa de Zriel que els romans d'Orient, van prendre amb facilitat. Samuel Vahevuní va morir combatent i els altres van ser fets presoners i portats a Teodosiòpolis on van morir decapitats. Teodor Terpatuní es va refugiar a Pèrsia però els perses el van entregar i va ser executat després de patir tortura.
Cap a l'any 589 era el cap de la família Sarguís Terpatuní. La dinastia va subsistir com a vassalls dels Arzerunis fins a la meitat del segle ix.